# چیفت‌لیک (توت)
چیفت‌لیک (به ترکی استانبولی: Çiftlik) یک منطقهٔ مسکونی در ترکیه است که در توت، ترکیه واقع شده‌است.